# Calcio Monza 1980-1981
Questa voce raccoglie le informazioni riguardanti il Calcio Monza nelle competizioni ufficiali della stagione 1980-1981.

## Stagione
Dopo i fasti delle ultime sei stagioni del Monza, con la coppia Giovanni Cappelletti presidente e Alfredo Magni allenatore che hanno sfiorato in alcune occasioni la massima serie, la prima stagione del ventennio targato Valentino Giambelli è una stagione tribolata, con più ombre che luci. Una stagione che riporta il Monza in Serie C1, con soli 12 punti raccolti nel girone di andata e altrettanti in quello discendente, e nettamente ultimo in classifica, mai in corsa per la salvezza.
Nella stagione che segue lo scandalo del calcio scommesse, si tratta di una Serie B speciale, con squadre blasonate in cerca di riscatto, su tutte Milan e Lazio, che in questa categoria dovrebbero essere meteore. Al termine la Lazio resterà ancora in Serie B, con il Milan salgono Cesena e Genoa. Anche le retrocesse in Serie C1 sono blasonate, con Monza e Taranto retrocedono Lanerossi Vicenza e Atalanta.
Sulla panchina brianzola, Alfredo Magni è andato al Brescia in Serie A, si sono succeduti tre allenatori, come capita nelle annate storte. Si è partiti con Sergio Carpanesi, ma la falsa partenza del Monza ha costretto la dirigenza biancorossa a sostituirlo dopo la sconfitta esterna con il Cesena (2-0) del 16 novembre, al suo posto Lamberto Giorgis, con lui le uniche soddisfazioni sono state le vittorie di Bergamo (0-2) e di Rimini (0-1) con tanti pareggi, poi il 19 aprile dopo la sconfitta interna (0-1) con il Taranto altro ribaltone, al capezzale del Monza viene chiamato Franco Fontana che guida il Monza fino al termine del torneo. Con 8 reti Paolo Monelli è stato il miglior marcatore stagionale, delle quali una in Coppa Italia e 7 in campionato, passa in Serie A alla Fiorentina, appena terminata questa stagione, insieme all'altro gioiello brianzolo Daniele Massaro.
In Coppa Italia il Monza disputa prima del campionato, il terzo girone di qualificazione, che promuove la Spal ai quarti di finale della manifestazione.

## Divise
Per la stagione 1980-1981 vengono confermate tutte le divise prodotte dalla Admiral.
| Casa | Trasferta |  |

## Organigramma societario
Area direttiva
- Presidente: Valentino Giambelli
- Presidente onorario: Giovanni Cappelletti
- Direttore generale: Sergio Sacchero

Area organizzativa
- Vice segretario: Alessandro De Lazzari

Area tecnica
- Allenatore: Sergio Carpanesi, da novembre Lamberto Giorgis, da aprile Franco Fontana

## Rosa
| N. |                   | Ruolo | Calciatore              |
| -- | ----------------- | ----- | ----------------------- |
|    | Italia (bandiera) | P     | Enrico Cavalieri        |
|    | Italia (bandiera) | P     | Roberto Marconcini      |
|    | Italia (bandiera) | P     | Mario Monzio Compagnoni |
|    | Italia (bandiera) | D     | Maurizio Bassetti       |
|    | Italia (bandiera) | D     | Gianfranco Motta        |
|    | Italia (bandiera) | D     | Giuseppe Pallavicini    |
|    | Italia (bandiera) | D     | Paolo Viganò            |
|    | Italia (bandiera) | D     | Francesco Stanzione     |
|    | Italia (bandiera) | D     | Alessandro Tatti        |
|    | Italia (bandiera) | D     | Carlo Cesario           |
|    | Italia (bandiera) | D     | Lino Giusto             |
|    | Italia (bandiera) | C     | Fulvio Saini            |

| N. |                   | Ruolo | Calciatore             |
| -- | ----------------- | ----- | ---------------------- |
|    | Italia (bandiera) | C     | Milko Lainati          |
|    | Italia (bandiera) | C     | Ezio Blangero          |
|    | Italia (bandiera) | C     | Ennio Mastalli         |
|    | Italia (bandiera) | C     | Claudio Maselli        |
|    | Italia (bandiera) | C     | Renato Acanfora        |
|    | Italia (bandiera) | C     | Antonio Elia Acerbis   |
|    | Italia (bandiera) | C     | Maurizio Ronco         |
|    | Italia (bandiera) | C     | Angelo Colombo         |
|    | Italia (bandiera) | A     | Daniele Massaro        |
|    | Italia (bandiera) | A     | Paolo Monelli          |
|    | Italia (bandiera) | A     | Giovanni Carlo Ferrari |
|    | Italia (bandiera) | A     | Walter Biffi           |

## Risultati

### Serie B

#### Girone d'andata
| Arbitro: | Altobelli (Roma) |

|             |           |             |
| Chiorri 66’ | Marcatori | 29’ Monelli |

| Monza 21 settembre 1980 2ª giornata | Monza             | 0 – 0 | Pisa | Stadio Gino Alfonso Sada\| Arbitro: \| Pirandola (Lecce) \| |
| Arbitro:                            | Pirandola (Lecce) |       |      |                                                             |

| Arbitro: | Parussini (Udine) |

|           |           |  |
| Silva 50’ | Marcatori |  |

| Arbitro: | Facchin (Udine) |

|                    |           |                     |
| Monelli 90’ (rig.) | Marcatori | 88’ (rig.) Parlanti |

| Arbitro: | Lops (Torino) |

|                                  |           |                     |
| Giani 8’ Castronaro 72’ Grop 85’ | Marcatori | 40’ (rig.) Acanfora |

| Arbitro: | Bergamo (Livorno) |

|                |           |  |
| Boito 64’, 81’ | Marcatori |  |

| Arbitro: | Lombardo (Marsala) |

|                     |           |                      |
| Acanfora 35’ (rig.) | Marcatori | 60’ (rig.) D'Ottavio |

| Arbitro: | Benedetti (Roma) |

|                      |           |             |
| Casale 28’ Morra 55’ | Marcatori | 22’ Monelli |

| Arbitro: | Bianciardi (Siena) |

|                                 |           |                        |
| Monelli 55’ Acanfora 89’ (rig.) | Marcatori | 50’ Tosetto 90’ Zanini |

| Arbitro: | Lanese (Messina) |

|                       |           |  |
| Perego 55’ Bordon 91’ | Marcatori |  |

| Arbitro: | Milan (Treviso) |

|           |           |  |
| Mutti 15’ | Marcatori |  |

| Arbitro: | Parussini (Udine) |

|                    |           |             |
| Ferrari 70’ (rig.) | Marcatori | 31’ Calloni |

| Arbitro: | Pairetto (Torino) |

|                                 |           |                                    |
| Massaro 55’ Acanfora 90’ (rig.) | Marcatori | 52’ Garlaschelli 80’ (rig.) Chiodi |

| Arbitro: | Altobelli (Roma) |

|  |           |                        |
|  | Marcatori | 9’ Massaro 72’ Monelli |

| Monza 21 dicembre 1980 15ª giornata | Monza             | 0 – 0 | Lecce | Stadio Gino Alfonso Sada\| Arbitro: \| Falzier (Treviso) \| |
| Arbitro:                            | Falzier (Treviso) |       |       |                                                             |

| Arbitro: | Angelelli (Terni) |

|           |           |                    |
| Mauti 26’ | Marcatori | 54’ (rig.) Ferrari |

| Arbitro: | Ciulli (Roma) |

|             |           |            |
| Massaro 84’ | Marcatori | 79’ Serena |

| Arbitro: | Altobelli (Roma) |

|             |           |                              |
| Monelli 50’ | Marcatori | 26’ Antonelli 30’ Battistini |

| Foggia 25 gennaio 1981 19ª giornata | Foggia             | 0 – 0 | Monza | Stadio Pino Zaccheria\| Arbitro: \| Lombardo (Marsala) \| |
| Arbitro:                            | Lombardo (Marsala) |       |       |                                                           |

#### Girone di ritorno
| Monza 8 febbraio 1981 20ª giornata | Monza  | 0 – 0 | Sampdoria | Stadio Gino Alfonso Sada\| Arbitro: \| Lanese \| |
| Arbitro:                           | Lanese |       |           |                                                  |

| Arbitro: | Paparesta (Bari) |

|            |           |             |
| Quadri 27’ | Marcatori | 71’ Massaro |

| Monza 22 febbraio 1981 22ª giornata | Monza                 | 0 – 0 | Pescara | Stadio Gino Alfonso Sada\| Arbitro: \| Ballerini (La Spezia) \| |
| Arbitro:                            | Ballerini (La Spezia) |       |         |                                                                 |

| Arbitro: | Parussini (Udine) |

|  |           |           |
|  | Marcatori | 33’ Tatti |

| Arbitro: | Altobelli (Roma) |

|  |           |                       |
|  | Marcatori | 47’ Grop 72’ Rampanti |

| Arbitro: | Lanese (Messina) |

|  |           |                     |
|  | Marcatori | 48’ Russo 80’ Caneo |

| Verona 22 marzo 1981 26ª giornata | Verona         | 0 – 0 | Monza | Stadio Marcantonio Bentegodi\| Arbitro: \| Tani (Livorno) \| |
| Arbitro:                          | Tani (Livorno) |       |       |                                                              |

| Arbitro: | Pirandola (Lecce) |

|                                      |           |                                  |
| Pallvicini 36’ Massaro 39’ Ronco 49’ | Marcatori | 40’ Morra 52’ De Falco 73’ Mosti |

| Arbitro: | Ballerini (La Spezia) |

|              |           |  |
| Briaschi 62’ | Marcatori |  |

| Monza 12 aprile 1980 29ª giornata | Monza                | 0 – 0 | Cesena | Stadio Gino Alfonso Sada\| Arbitro: \| Barbaresco (Cormons) \| |
| Arbitro:                          | Barbaresco (Cormons) |       |        |                                                                |

| Arbitro: | Parussini (Udine) |

|  |           |             |
|  | Marcatori | 4’ Ferrante |

| Arbitro: | Bianciardi (Siena) |

|                             |           |  |
| De Stefanis 35’ Bencina 56’ | Marcatori |  |

| Arbitro: | Tani (Livorno) |

|                        |           |  |
| Viola 62’ Citterio 80’ | Marcatori |  |

| Arbitro: | Parussini (Udine) |

|                                      |           |                                      |
| Blangero 41’ Colombo 43’ Monelli 47’ | Marcatori | 79’ (aut.) Cesario 89’ (rig.) Bonomi |

| Arbitro: | Facchin (Udine) |

|           |           |  |
| Bruno 57’ | Marcatori |  |

| Arbitro: | Prati (Parma) |

|  |           |                      |
|  | Marcatori | 36’ (aut.) Stanzione |

| Arbitro: | Pairetto (Torino) |

|                                          |           |  |
| Bacchin 13’ Gaudino 57’ Iorio 60’ (rig.) | Marcatori |  |

| Arbitro: | Parussini (Udine) |

|               |           |  |
| Novellino 25’ | Marcatori |  |

| Arbitro: | Lamorgese (Potenza) |

|             |           |  |
| Ferrari 62’ | Marcatori |  |

### Coppa Italia

#### Terzo Girone
| Arbitro: | D'Elia (Salerno) |

|                           |           |  |
| Mastalli 38’ Acanfora 56’ | Marcatori |  |

| Arbitro: | Pairetto (Torino) |

|           |           |  |
| Piras 10’ | Marcatori |  |

| Arbitro: | Castaldi (Vasto) |

|              |           |                          |
| Mastalli 85’ | Marcatori | 40’ Giani 57’ Castronaro |

| 3 settembre 1980 4ª giornata |  | – Turno riposo Monza |  |  |

| Arbitro: | Falzier (Treviso) |

|                                        |           |                       |
| Tivelli 3’ Musiello 34’, 62’ Bozzi 57’ | Marcatori | 25’ Monelli 89’ Tatti |

## Statistiche

### Statistiche di squadra
| Competizione | Punti | In casa | In casa | In casa | In casa | In casa | In casa | In trasferta | In trasferta | In trasferta | In trasferta | In trasferta | In trasferta | Totale | Totale | Totale | Totale | Totale | Totale | DR  |
| Competizione | Punti | G       | V       | N       | P       | Gf      | Gs      | G            | V            | N            | P            | Gf           | Gs           | G      | V      | N      | P      | Gf     | Gs     | DR  |
| ------------ | ----- | ------- | ------- | ------- | ------- | ------- | ------- | ------------ | ------------ | ------------ | ------------ | ------------ | ------------ | ------ | ------ | ------ | ------ | ------ | ------ | --- |
| Serie B      | 25    | 19      | 2       | 12      | 5       | 16      | 21      | 19           | 2            | 5            | 12           | 8            | 24           | 38     | 4      | 17     | 17     | 24     | 45     | -21 |
| Coppa Italia | -     | 2       | 1       | 0       | 1       | 3       | 2       | 2            | 0            | 0            | 2            | 2            | 5            | 4      | 1      | 0      | 3      | 5      | 7      | -2  |
| Totale       | -     | 21      | 3       | 12      | 6       | 19      | 23      | 21           | 2            | 5            | 14           | 10           | 29           | 42     | 5      | 17     | 20     | 29     | 52     | -23 |

### Statistiche dei giocatori
| Giocatore            | Serie B  | Serie B | Coppa Italia | Coppa Italia | Totale   | Totale |
| Giocatore            | Presenze | Reti    | Presenze     | Reti         | Presenze | Reti   |
| -------------------- | -------- | ------- | ------------ | ------------ | -------- | ------ |
| R. Acanfora          | 30       | 4       | 4            | 1            | 34       | 5      |
| A. Elia Acerbis      | 30       | 0       | 0            | 0            | 30       | 0      |
| W. Biffi             | 6        | 0       | 1            | 0            | 7        | 0      |
| E. Blangero          | 9        | 0       | 2            | 0            | 11       | 0      |
| E. Cavalieri         | 11       | -17     | 4            | -7           | 15       | -24    |
| C. Cesario           | 18       | 0       | 0            | 0            | 18       | 0      |
| A. Colombo           | 11       | 1       | 0            | 0            | 11       | 1      |
| G. Carlo Ferrari     | 23       | 3       | 1            | 0            | 24       | 3      |
| L. Giusto            | 9        | 0       | 1            | 0            | 10       | 0      |
| M. Lainati           | 2        | 0       | 2            | 0            | 4        | 0      |
| R. Marconcini        | 26       | -28     | 0            | 0            | 26       | -28    |
| C. Maselli           | 27       | 0       | 2            | 0            | 29       | 0      |
| D. Massaro           | 36       | 5       | 4            | 0            | 40       | 5      |
| E. Mastalli          | 23       | 0       | 3            | 2            | 26       | 2      |
| P. Monelli           | 34       | 7       | 4            | 1            | 38       | 8      |
| M. Monzio Compagnoni | 1        | 0       | 0            | 0            | 1        | 0      |
| G. Motta             | 38       | 0       | 4            | 0            | 42       | 0      |
| G. Pallavicini       | 36       | 1       | 3            | 0            | 39       | 1      |
| M. Ronco             | 32       | 1       | 4            | 0            | 36       | 1      |
| F. Saini             | 7        | 0       | 0            | 0            | 7        | 0      |
| F. Stanzione         | 19       | 0       | 4            | 0            | 23       | 0      |
| A. Tatti             | 19       | 1       | 2            | 1            | 21       | 2      |
| P. Viganò            | 26       | 0       | 0            | 0            | 26       | 0      |